# Брижит Бардо
Брижит Ан-Мари Бардо (фр. Brigitte Anne-Marie Bardot), рођена 28. септембра 1934. године је француска глумица, певачица, манекенка и активисткиња за права животиња.
На филму је дебитовала 1952. године, а постала је позната улогом у филму И Бог створи жену њеног тадашњег супруга Рожеа Вадима. Заједно са Мерилин Монро постала је секс-симбол 50-их и 60-их година 20. века. Године 1974, дан пред 40. рођендан, прекинула је филмску каријеру и посветила се борби за заштиту животиња.
Бардо се повукла из индустрије забаве 1973. године. Глумила је у 47 филмова, наступила у неколико мјузикала и снимила више од 60 песама. Одликована је орденом Легијом части 1985. Након пензионисања, постала је активисткиња за права животиња и основала Брижит Бардо фондацију. Бардо је позната по својој снажној личности, отвореној речи и говорима о одбрани животиња; два пута је кажњена због јавних увреда. Она је такође била контроверзна политичка личност, пет пута кажњена због подстицања расне мржње када је критиковала имиграцију и ислам у Француској. Удата је за Бернарда д'Ормалеа, бившег саветника Марин Ле Пена, главне француске политичке лидерке крајње деснице. Бардо је члан Глобалне 500 почасне листе Програма Уједињених нација за животну средину и добила је награде од Унеска и Пета. Магазин Лос Анђелес Тајмс ју је рангирао на друго место на листи "50 најлепших жена на филму".

## Рани живот
Брижит Ан-Мари Бардо је рођена 28. септембра 1934. године у 15. арондисману Париза, у породици Луја Бардоа (1896–1975) и Ан-Мари Мусел (1912–1978). Бардов отац, пореклом из Лињи-ен-Бароа, био је инжењер и власник неколико индустријских фабрика у Паризу. Њена мајка је била ћерка директора осигуравајућег друштва. Одрасла је у конзервативној католичкој породици, као и њен отац. У детињству је патила од амблиопије, што је резултирало смањеним видом левог ока. Она има једну млађу сестру, Мијаноу Бардо.
Бардово детињство је било безбрижно; живела је у породичном седмособном стану у луксузном 16. арондисману. Међутим, присетила се да се осећала огорчено у својим раним годинама. Њен отац је захтевао да се придржава строгих стандарда понашања, укључујући добре манире за столом, и да носи одговарајућу одећу. Њена мајка је била изузетно селективна у одабиру друштва за њу, и као резултат тога, Бардо је имала врло мало пријатеља из детињства. Бардо је навела лични трауматски инцидент када су она и њена сестра разбиле омиљену вазу њених родитеља док су се играле у кући; њен отац је бичевао сестре 20 пута и од тада се према њима понашао као према „странцима“, захтевајући од њих да се родитељима обраћају заменицом „“, што је формални стил обраћања, који се користи када се разговара са непознатим особама или особама вишег статуса ван непосредне породице. Инцидент је пресудно довео до тога да је Бардо зазирала од својих родитељима, као и до њеног будућег бунтовничког начина живота.
Током Другог светског рата, када је Париз окупирала нацистичка Немачка, Бардо је више времена проводила код куће због све строжег цивилног надзора. Била је заокупљена плесом уз плоче, што је њена мајка видела као потенцијал за балетску каријеру. Бардо је са седам година примљена у приватну школу Корс Хатемер. Она је ишла у школу три дана у недељи, што јој је давало довољно времена да узме часове плеса у локалном студију, под аранжманом своје мајке. Године 1949, Бардо је примљена на Париски конзерваторијум. Три године је похађала часове балета код руског кореографа Бориса Књазева. Такође је студирала на Институту де ла Тур, приватној католичкој средњој школи у близини њене куће.

## Филмографија
| Година | Филм                                                             | Улога               | Напомене                                                        |
| ------ | ---------------------------------------------------------------- | ------------------- | --------------------------------------------------------------- |
| 1952   | Le Trou normand                                                  | Жавот Лемојн        | (Луд за љубављу)                                                |
| 1952   | Manina, la fille sans voile                                      | Маммна              | (The Lighthouse-Keeper's Daughter / The Girl in the Bikini)     |
| 1952   | Les dents longues                                                | млада               | (The Long Teeth)                                                |
| 1953   | Le Portrait de son père                                          | Домино              | (His Father's Portrait)                                         |
| 1953   | Act of Love                                                      | Мими                |                                                                 |
| 1954   | Si Versailles m'était conté                                      | госпођица де Розили | (Royal Affairs in Versailles)                                   |
| 1954   | Tradita                                                          | Ана                 | (Concert of Intrigue)                                           |
| 1955   | Le Fils de Caroline chérie                                       | Пилар Даранда       | (Caroline and the Rebels)                                       |
| 1955   | Futures vedettes                                                 | Софи                | (Sweet Sixteen / School for Love)                               |
| 1955   | Doctor at Sea                                                    | Хелен Колберт       |                                                                 |
| 1955   | Les grandes manoeuvres                                           | Луси                | (The Grand Maneuver)                                            |
| 1955   | La Lumière d'en face                                             | Оливија Марсо       | (The Light Across the Street )                                  |
| 1956   | Helen of Troy                                                    | Ендросте            |                                                                 |
| 1956   | Cette sacrée gamine                                              | Brigitte Latour     | (Mam'zelle Pigalle / Naughty Girl)                              |
| 1956   | Mio figlio Nerone                                                | Попеа               | (Nero's Weekend)                                                |
| 1956   | En effeuillant la marguerite                                     | Агнес Думонт        | (Plucking the Daisy / Mademoiselle Striptease)                  |
| 1956   | Et Dieu créa la femme                                            | Џулијет Харди       | (And God Created Woman)                                         |
| 1956   | La Mariée est trop belle                                         | Шушу                | (The Bride Is Much Too Beautiful)                               |
| 1957   | La Parisienne                                                    | Бриџит Лорије       |                                                                 |
| 1958   | Les bijoutiers du clair de lune                                  | Урсула              | (The Night Heaven Fell)                                         |
| 1958   | En cas de malheur                                                | Ивет Модет          | (In Case of Adversity)                                          |
| 1959   | La femme et le Pantin                                            | Ива Марчанд         | (A Woman Like Satan)                                            |
| 1959   | Babette s'en va-t-en guerre                                      | Бабет               | (Babette Goes to War)                                           |
| 1959   | Voulez-vous danser avec moi?                                     | Виргини Дандју      | (Come Dance with Me!)                                           |
| 1960   | Le Testament d'Orphée                                            | Она сама            | (The Testament of Orphée) Cameo                                 |
| 1960   | Affaire d'une nuit                                               | Жена у ресторану    | (It Happened All Night) Cameo                                   |
| 1960   | La Vérité                                                        | Доминик Марсо       | (The Truth) Награда Давид ди Донатело за најбољу страну глумицу |
| 1961   | La Bride sur le cou                                              | Софи                | (Please!, Not Now!)                                             |
| 1961   | Les Amours célèbres                                              | Агнес Бернауер      | (Famous Love Affairs)                                           |
| 1962   | Vie privée                                                       | Жил                 | (A Very Private Affair)                                         |
| 1962   | Le Repos du guerrier                                             | Женевјев Ле Тејл    | (Warrior's Rest) или (Love on a Pillow)                         |
| 1963   | Le Mépris                                                        | Камил Жавал         | (Contempt)                                                      |
| 1964   | Une ravissante idiote                                            | Пенелопи Лајтфедер  | (The Ravishing Idiot)                                           |
| 1965   | Dear Brigitte                                                    | Она сама            |                                                                 |
| 1965   | Viva Maria!                                                      | Марија I             | Номинација – БАФТА за најбољу глумицу у главној улози           |
| 1966   | Marie Soleil                                                     | Она сама            | Cameo                                                           |
| 1966   | Masculin, féminin                                                | Она сама            | Глумица у бистроу (камео)                                       |
| 1967   | À coeur joie                                                     | Сесил               | (Two Weeks in September)                                        |
| 1968   | Histoires extraordinaires                                        | Жосефина            | (Spirits of the Dead)                                           |
| 1968   | Shalako                                                          | грофица Ирина Лазар |                                                                 |
| 1969   | Les Femmes                                                       | Клара               | (The Vixen)                                                     |
| 1970   | L'Ours et la Poupée                                              | Фелиша              | (The Bear and the Doll)                                         |
| 1970   | Les Novices                                                      | Агнес               | (The Novices)                                                   |
| 1971   | Boulevard du Rhum                                                | Линда Ларју         | (Rum Runners)                                                   |
| 1971   | Les Pétroleuses                                                  | Луиз                | (The Legend of Frenchie King)                                   |
| 1973   | Don Juan 1973 ou Si Don Juan était une femme…                    | Џин                 | (Don Juan, or If Don Juan Were a Woman)                         |
| 1973   | L'histoire très bonne et très joyeuse de Colinot Trousse-Chemise | Арабел              | (The Edifying and Joyous Story of Colinot)                      |

## Књиге
Бардо је написала пет књига:
- Noonoah: Le petit phoque blanc (Grasset, 1978)
- Initiales B.B. (autobiography, Grasset & Fasquelle, 1996)
- Le Carré de Pluton (Grasset & Fasquelle, 1999)
- Un Cri Dans Le Silence (Editions Du Rocher, 2003)
- Pourquoi? (Editions Du Rocher, 2006)